# Govori moliških Hrvata
Govori moliških Hrvata ili moliškohrvatski govori arhaični su govori hrvatskog jezika moliških Hrvata koji se, unatoč okruženosti talijanskim govornim područjem, uspio sačuvati do današnjeg dana.
Jezikoslovci su zapisali do 3000 izvornih moliškohrvatskih riječi, što je prosjek u govoru jednog jezika.
U tome govoru nema turcizama jer su moliški Hrvati iselili prije nego što su Turci potpuno zaposjeli njihov kraj, a to ga čini izvanrednim izvorom za proučavanje predturskog razvoja hrvatskog jezika.
Iako je jezik, nesumnjivo, potekao od hrvatskih govora iz "stare domovine", moliški Hrvati svoj vlastiti jezik nazivaju jednostavno "po našku" ponajviše zahvaljujući izostanku buđenja nacionalnih osjećaja tijekom narodnih preporoda u Europi u 19. st., ali i nezainteresiranosti jugoslavenskih vlasti za ovu nacionalnu manjinu sve do osamostaljenja Republike Hrvatske. Mladi u selima naseljenim moliškim Hrvatima danas, zahvaljujući novoj manjinskoj politici talijanske vlade, u školama uče moliškohrvatski i standardni hrvatski jezik.
Govori moliških Hrvata dio su u zapadnog dijalekta štokavskoga narječja (novoštokavski ikavski).

## Povijest
Prema dokazima moliški Hrvati stigli su početkom 16. stoljeća. Dokumenti iz biskupskog arhiva u Termoliju pokazuju da su moliški Hrvati stigli 1518. u Stifilić (San Felice). Kameni natpis na crkvi u Palati, uništenoj 1930-ih, glasi "Hoc Primum Dalmatiae Gentis Incoluere Castrum Ac Fundamentis Erexere Templum Anno 1531." ("Stanovnici Dalmacije prvi su naselili grad i utemeljili crkvu 1531."). Odsutnost turskih riječi dodatno dokazuje ovo datiranje.
Jezik moliških Hrvata smatra se važnim zbog svoje arhaičnosti, očuvanih starih narodnih pjesama i tradicije. Osnovni vokabular izradili su Milan Rešetar (u monografiji), Agostina Piccoli (uz Antonija Sammartina, Snježanu Marčec i Miru Menac-Mihalić) u Rječniku moliškohrvatskoga govora Mundimitra (Dizionario dell' idioma croato-molisano di Montemitro), i Dizionario croato molisano di Acquaviva Collecroce, Gramatika moliškohrvatskoga jezika (Grammatica della lingua croato-molisana), kao i Jezik i porijeklo stanovnika slavenskih naseobina u pokrajini Molise od Anite Sujoldžić, Božidara Finke, Petra Šimunovića i Pavla Rudana.
Jezik moliških Hrvata pripada zapadnom štokavskom dijalektu ikavskog narječja s mnogo obilježja i leksema južnočakavskoga narječja. Usporedba leksikona ukazuje na sličnost s jezikom Sumartina na Braču, Sućurja na Hvaru i Račišća na Korčuli, naselja osnovanih gotovo u isto vrijeme kao i ona u Moliseu, i zajedno upućuju na sličnost nekoliko naselja u jugozapadnoj i zapadnoj Istri (v. jugozapadni istarski dijalekt), formiranih od stanovništva makarskog zaleđa i zapadne Hercegovine.
Giacomo Scotti je napomenuo da je etnički identitet i jezik očuvan u Filiću, Mundimitru i Kruču samo zahvaljujući geografskoj i prometnoj udaljenosti sela od mora. Josip Smodlaka je napomenuo da su stanovnici Palate tijekom njegova posjeta početkom 20. stoljeća još uvijek znali hrvatski za osnovne pojmove kao što su kućni i terenski rad, ali ako je razgovor doticao složenije pojmove morali su se služiti talijanskim jezikom.
Jezik se uči u osnovnim školama, a natpisi u selima su dvojezični. Međutim, sociolingvistički status jezika razlikuje se između tri sela u kojima se govori: u San Felice del Moliseu govore samo stari ljudi, dok u Acquaviva Collecroceu govore i mladi odrasli i adolescenti, a u Mundimitru ga govore čak i djeca, uglavnom uz talijanski.

## Značajke
- Analitički do + genitiv zamjenjuje sintetički nezavisni genitiv. Na talijanskom je to del- + imenica, budući da je talijanski izgubio sve padeže.
- do zamjenjuje od.
- Nestanak srednjeg roda za imenice.
- Neke su imenice ženskog roda - i - postale muškog roda. On koji nisu umjesto toga su dobile konačno -a i pridružile su se - a - izvornoj flekcijskoj paradigmi. Tako je imenica ženskog roda "kost" postala muškog roda, ali je zadržala svoj oblik, dok je imenica "stvar" postala stvarḁ, ali je zadržala svoj rod.[6]
- Pojednostavljivanje klasa deklinacije. Sve imenice ženskog roda imaju istu paradigmu padežne fleksije, a sve imenice muškog roda imaju jednu od dvije paradigme padežne fleksije (živu ili neživu).[6]
- Samo nominativ, dativ i akuzativ mogu se koristiti u golim oblicima (bez prijedloga), a i tada samo kada se izražavaju sintaktičke uloge subjekta, izravnog objekta ili primatelja.[6]
- Gubitak lokativa.[6]
- Očuvan je slavenski glagolski aspekt, osim što su u prošlom vremenu nesvršeni glagoli posvjedočeni samo u slavenskom imperfektu (bihu, bili su), a svršeni samo u perfektu (je izaša, izašao je). U suvremenim zapadnojužnoslavenskim jezicima nema kolokvijalnog imperfekta. Talijanski ima aspekt u prošlom vremenu koji djeluje na sličan način (impf. portava, "nosio je", nasuprot perf. ha portato, "nosio je").
- Slavenski veznici zamijenjeni talijanskim ili lokalnim: ke, "što" (također ke - da, "to", it. che ); e, oš, "i" (hr. i, it. e); ma, "ali, ne" (it. ma ); se, "ako" (it. se).
- U redovitoj je upotrebi neodređeni član: na, često napisano 'na, moguće izvedeno od ranije jedna, "jedan", preko talijanskog una .
- Strukturne promjene u spolovima. Naime, njevog se ne slaže s posjednikovim spolom (hr. "njegov" ili "njezin"). Talijanski suo i njegovi oblici isto tako ne, ali umjesto toga s rodom objekta.
- Kao i u talijanskom, perfektivna enklitika čvrsto je vezana uz glagol i uvijek stoji ispred njega: je izaša, hr. "izašao je"), talijanski è rilasciato.
- Gubitak ili gubitak završnih kratkih samoglasnika, npr . mlěko > mblikḁ, "mlijeko", more > mor, "more", nebo > nebḁ, "nebo".[6]

## Primjer
Zapis Milana Rešetara iz 1911. s označenim poluvokalima.
| Moliškohrvatski | Standardni hrvatski |
| --- | --- |
| Nu votu biš na-lisic oš na-kalandrel; su vrl grańe na-po. Lisic je rekla kalandrel: "Sad’ ti grańe, ka ja-ću-ga plivit." S je-rivala ka’ sa-plivaš; je rekla lisic: "Pliv’ ti sa’, ke ja-ću-ga poranat." Kalandral je-plivila grańe. Kada s ranaše, je rekla lisic: "Sa’ ranaj ti, ke ja-ću-ga štoknit." Je-rivala za-ga-štoknit; je rekla lisic: "Sa’ štokni ga-ti, ke ja-ću-ga zabrat." Je rivala za zabrat; je rekla lisic: "Zabri-ga ti, ke ja-ću-ga razdilit." Je pola kalandrela za-ga-razdilit; lisic je-vrla kučak zdola meste. S je rekla lisic kalandrel: "Vam’ meste!"; kaladrela je-vazela meste, je jizaša kučak, je kumenca lajat, — kalandrela je ušl e lisic je-rekla: "Grańe men — slamu teb!" | Jedanput bješe jedna lisica i jedna ševa; metnule su kukuruz napola. Lisica je rekla ševi: "Sadi ti kukuruz, jer ja ću ga plijeviti." Sad je došlo (vrijeme), kada se plijevljaše; rekla je lisica: "Plijevi ti sad, jer ja ću ga opkopati." Ševa je plijevila kukuruz. Kada se opkapaše, rekla je lisica: "Sada opkapaj ti, jer ja ću rezati." Došlo je (vrijeme) da se reže; rekla je lisica: "Sad ga reži ti, jer ja ću ga probrati." Došlo je (vrijeme) da se probere; rekla je lisica: "Proberi ga ti, jer ja ću ga razdijeliti." Pošla je ševa da ga dijeli; lisica je metnula kučka pod vagan. Sad je rekla lisica ševi: "Uzmi vagan!"; ševa je uzela vagan, izašao je kučak, počeo je lajati, — ševa je pobjegla, a lisica je rekla: "Kukuruz meni — slamu tebi!" |

iz Hrvatske Novine: Tajednik Gradišćanskih Hrvatov—prvo mjesto u pjesničkoj utakmici:
SIN MOJ

Mi prosič solite saki dan

ma što činiš, ne govoreš maj

je funija dan, je počela noča,

maneštra se mrzli za te čeka.

Letu vlase e tvoja mat

gleda vane za te vit.

Boli život za sta zgoro,

ma samo mat te hoče dobro.

Sin moj!

Nimam već suze za još plaka

nimam već riče za govorat.

Srce se guli za te misli

što ti prodava, oni ke sve te išće!

Palako govoru, čeljade saki dan,

ke je dola droga na vi grad.

Sin moj!

Tvoje oč, bihu toko lipe,

sada jesu mrtve,

Boga ja molim, da ti živiš

drogu ja hočem da ti zabiš,

doma te čekam, ke se vrniš,

Solite ke mi prosiš,

kupiš paradis, ma smrtu platiš.

## Poveznice
- Molise
- moliški Hrvati